# Alan Lawrentjewitsch Chugajew

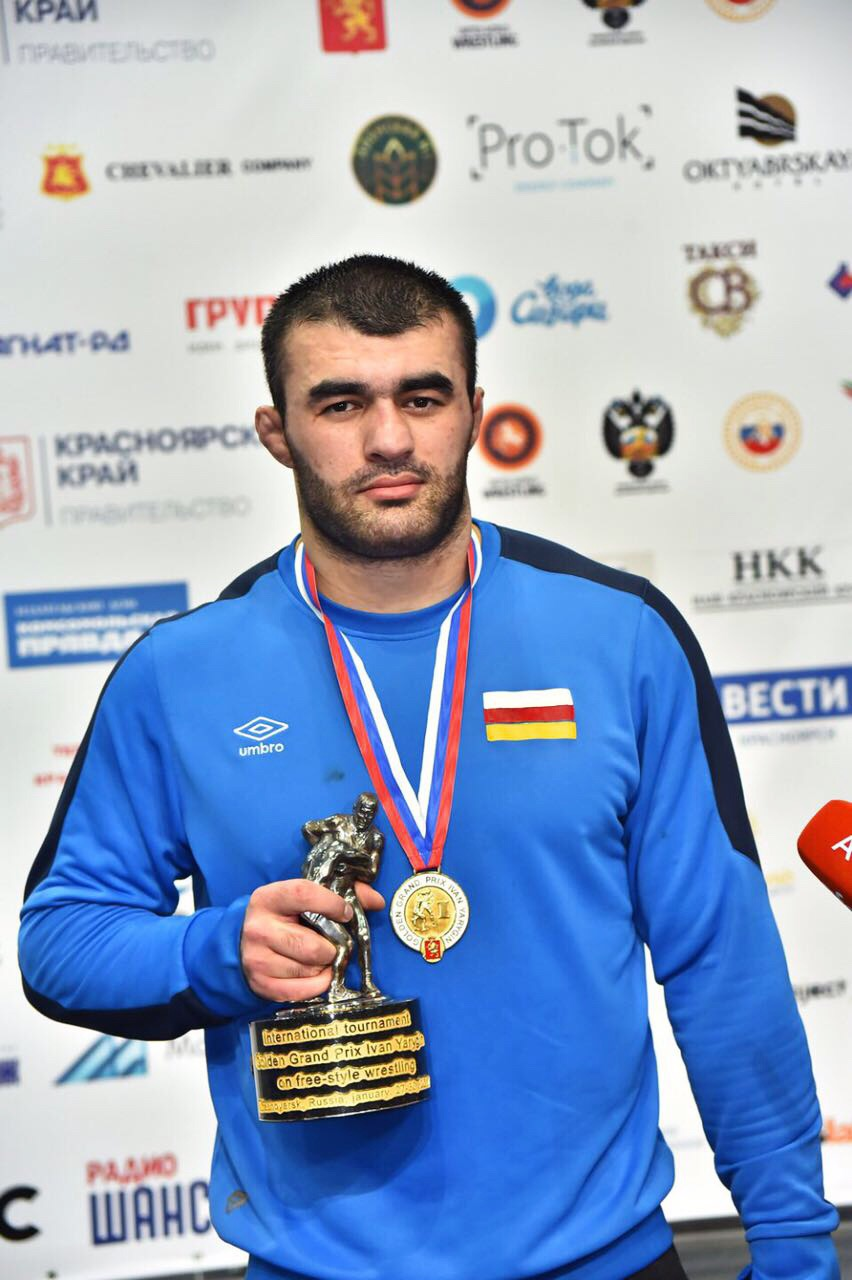
Alan Lawrentjewitsch Chugajew, 2017

Alan Lawrentjewitsch Chugajew (russisch Алан Лаврентьевич Хугаев; * 18. Oktober 1990 in Wladikawkas) ist ein russischer Ringer. Er wurde 2014 Vizeeuropameister im freien Stil in der Gewichtsklasse bis 125 kg Körpergewicht.

## Werdegang
Alan Lawrentjewitsch Chugajew, nicht zu verwechseln mit Alan Anatoljewitsch Chugajew, dem Olympiasieger 2012 im griechisch-römischen Stil im Mittelgewicht, stammt aus Nordossetien-Alanien. Er begann als Jugendlicher im Jahre 1999 mit dem Ringen und spezialisierte sich dabei auf den freien Stil. Er ist Student und gehört einem Sportclub in Wladikawkas an. Der 1,92 Meter große Athlet ringt in der schwersten Gewichtsklasse des Freistilringens, die bis zum 31. Dezember 2013 ihr Limit bei 120 kg hatte und seit dem 1. Januar 2014 bei 125 kg hat. Trainiert wurde bzw. wird er hauptsächlich von Ch.W. Apajew, Cesar Tibilow und Gia Berischwili.
Sein Debüt auf der internationalen Ringermatte gab Alan Chugajew bei der Junioren-Europameisterschaft 2008 in Kosice. Er kam dort im Schwergewicht auf den 7. Platz. Bei der Junioren-Europameisterschaft 2009 in Tiflis schnitt er bedeutend besser ab, denn er gewann dort den Titel vor Giorgi Sakandelidse aus Georgien und Nick Matuhin aus Deutschland. Bei der Junioren-Weltmeisterschaft 2010 in Budapest reichte es für ihn aber wieder nur zum 7. Platz. Es siegte dort Muradin Kuschchow aus der Ukraine vor Taha Akgül aus der Türkei.
In den folgenden Jahren gelang es ihm zunächst nicht, in Russland an die Spitze seiner Gewichtsklasse zu kommen. Er erzielte aber in den Jahren 2011 bis 2013 einige gute Ereignisse bei stark besetzten internationalen Turnieren. 2013 wurde er dann erstmals russischer Meister im Schwergewicht und im Januar 2014 siegte er in Krasnojarsk auch beim renommierten „Iwan-Yarigin“-Grand-Prix vor Ansor Chirsijew, Russland, Muradin Kuschchow und Aslanbek Alijew, Russland. Er wurde daraufhin bei der Europameisterschaft 2014 in Vantaa/Finnland eingesetzt und siegte dort über Rares Daniel Chintojan, Rumänien, Dániel Ligeti, Ungarn und Dawit Modsmanaschwili, Georgien und stand im Finale Taha Akgül gegenüber, gegen den er allerdings chancenlos war und schon nach 1:18 Minuten die Segel streichen musste. Er wurde damit Vize-Europameister.

## Internationale Erfolge
| Jahr | Platz | Wettbewerb                                  | Gewichtsklasse | Ergebnisse |
| 2008 | 7.    | Junioren-EM in Kosice                       | Schwer         | Sieger: Oleg Iwanow, Ukraine vor Andrei Romanow, Moldawien                                                                                         |
| 2009 | 1.    | Junioren-EM in Tiflis                       | Schwer         | vor Giorgi Sakandelidse, Georgien, Nick Matuhin, Deutschland und Aslan Dsebischow, Aserbaidschan                                                   |
| 2010 | 7.    | Junioren-WM in Budapest                     | Schwer         | Sieger: Muradin Kuschchow, Ukraine vor Taha Akgül, Türkei und Giorgi Sakandelidse                                                                  |
| 2011 | 4.    | „Dave-Schultz“-Memorial in Colorado Springs | Schwer         | hinter Stephen Mocco und Aaron Anspach, beide USA und Alexei Schemarow, Weißrussland                                                               |
| 2012 | 3.    | Golden-Grand-Prix in Baku                   | Schwer         | hinter Giorgi Sakandelidse und Eduard Basrow, Russland                                                                                             |
| 2012 | 3.    | Intercontinental-Cap in Chassavyurt         | Schwer         | hinter Giorgi Sakandelidse und Magomedgadschi Nurasulow, Russland, geieinsam mit Alen Sassejew, Ukraine                                            |
| 2013 | 11.   | „Iwan-Yarigin“-Grand-Prix in Krasnojarsk    | Schwer         | Sieger: Magomedgadschi Nurasulow vor Seyed Mohammad Reza Azar Gharib, Iran und Aleksander Chozianiwski, Ukraine                                    |
| 2013 | 7.    | Welt-Cup in Teheran                         | Schwer         | Sieger: Taha Akgül vor Tervel Dlagnev, USA und Tornike Chidscheli, Georgien                                                                        |
| 2013 | 5.    | Universiade in Kasan                        | Schwer         | Sieger: Taha Akgül vor Aleksander Chozianiwski |
| 2013 | 13.   | „Wacław-Ziółkowski“-Memorial in Spała       | Schwer         | Sieger: Jamaladdin Magomedow, Aserbaidschan vor Alexei Nikolajew, Weißrussland und Tervel Dlagnev                                                  |
| 2014 | 1.    | „Iwan-Yarigin“-Grand-Prix in Krasnojarsk    | bis 125 kg     | vor Ansor Chisrijew, Russland, Muradin Kuschchow, Ukraine und Aslanbek Alijew, Russland                                                            |
| 2014 | 5.    | „Yasar-Dogu“-Memorial in Istanbul           | bis 125 kg     | hinter Taha Akgül, Komeil Ghasemi, Iran, Dominique Bradley, USA und Yunus Emre Dene, Türkei                                                        |
| 2014 | 2.    | EM in Vantaa/Finnland                       | bis 125 kg     | nach Siegen über Rares Daniel Chintojan, Rumänien, Dániel Ligeti, Ungarn und Dawit Modsmanaschwili, Georgien und einer Niederlage gegen Taha Akgül |

## Russische Meisterschaften
| Jahr | Platz | Gewichtsklasse | Ergebnisse                                                     |
| 2013 | 1.    | Schwer         | vor Eduard Basrow, Anatoli Malychin und Muhammadgasi Magomedow |

Erläuterungen
- alle Wettkämpfe im freien Stil
- Schwergewicht, Gewichtsklasse bis 120 kg Körpergewicht (bis 31. Dezember 2013); seit 1. Januar 2014 bis 125 kg Körpergewicht
- WM = Weltmeisterschaften, EM = Europameisterschaften